# Jens Zeuthen Lemming
Jens Zeuthen Lemming (9. (25.?) december 1744 – 8. december 1825) var en dansk officer.
Han var søn af præst Hans Lemming og indtrådte 1761 som værkbas i Hæren. Allerede i sit 21. år fik han ved køb (3000 Rigsdaler) kompagni i Holstenske Infanteriregiment. Han avancerede efterhånden til oberst og blev ved Marineregimentets oprettelse 1803 dets chef; 1805 generalmajor. Som brigadechef deltog han 6. september 1807 i den forsamling, som general Ernst Peymann sammenkaldte for at afgøre, hvorvidt underhandling med fjenden om Københavns kapitulation skulle fortsættes på basis af Flådens udlevering, hvilket enstemmigt blev vedtaget. I hans regiment var mandskabet – overvejende udlændinge – under belejringen stærkt insubordineret og gik i masser over til fjenden. Lemming fik afsked 20. november 1807. Død 8. december 1825.
Han havde 28. maj 1784 ægtet Johanne Margrethe Windelev (1758-1822), datter af prokurator Niels Windelev og Anna Margrethe f. Ivers.